# Drei-Stufen-Lektion
Die Drei-Stufen-Lektion, auch Wortlektion, Zeitlektion oder Stufenlektion, ist ein  Bestandteil der Montessoripädagogik. Es handelt sich um eine Methode, durch die bestimmte Sinnesreize mit entsprechenden Vokabeln verknüpft werden sollen.

## Herkunft und Ziel
Die Wahrnehmung stellt für Maria Montessori die Grundlage für geistige Entwicklung dar. Bei ihren Beobachtungen stellte sie  fest, dass viele Kinder bereits über eine differenzierte Wahrnehmung verfügen, jedoch die nötige Verknüpfung mit der Sprache nicht automatisch gegeben war, sondern der Aufmerksamkeit der Erzieher bedarf. So konnten einige Kinder etwa einzelne Farbspektren nach Hell und Dunkel sortieren, jedoch die eigentliche Farbe nicht benennen. Deshalb führte sie in ihren Kinderhäusern die „Drei-Stufen-Lektion“ ein, welche vor ihr schon Édouard Séguin verwendet hatte. Diese Methode sollte sicherstellen, dass die Kinder „Begriffe, Zahlen, Buchstaben, Adjektive (lang, länger, am längsten […]) usw. erlernen“ und mit den Sinneswahrnehmungen verknüpfen können.

## Ablauf
Die Lektion vollzieht sich in drei Stufen, die stets demselben Muster folgen: Zunächst erfolgt eine Assoziation der Sinneseindrücke mit den Begriffen (Stufe der Benennung), anschließend wird das Kind in mehrere Spiele geführt, bei denen der Begriff immer wieder genannt wird (Stufe des Wiedererkennens) und abschließend verwendet das Kind die neuen Begriffe selbst (Stufe der aktiven Beherrschung). Diese Vorgehensweise entspricht dabei auf natürliche Weise auch den Prozessen des Erlernens von Sprache, wobei Wörter zunächst in den passiven und danach erst in den aktiven Wortschatz wechseln.
Beispiel zum Sinnesmaterial:

### 1. Stufe
In dieser Stufe wird der Sinneseindruck mit der neuen Vokabel verbunden werden. Hierfür nennt die Erzieherin ihn dem Kind, während der entsprechende Gegenstand zu sehen, zu hören, zu riechen, zu fühlen etc. ist.
Z. B.: „Das ist Rot“, während die Erzieherin ein rotes Farbtäfelchen in der Hand hält.
Hierbei ist es besonders wichtig, dass der Pädagoge einen einfachen Satzbau und ebenso einfache Worte wählt, um nicht vom eigentlichen Ziel der Lektion abzulenken oder das Kind zu verwirren. Bei den Farbtäfelchen etwa rät „[Séguin] ferner, […] immer zwei zugleich zu zeigen da der Gegensatz das Farbengedächtnis unterstützt.“
Des Weiteren ist zu beachten, dass hierbei gleichartige Objekte benutzt werden, die sich nur in ihrer Farbe unterscheiden, da sich die Benennung „Rot“ sonst auf andere Eigenschaften des gezeigten Körpers beziehen könnte.

### 2. Stufe
Diese Stufe kann direkt nach der ersten erfolgen oder auch erst im Abstand eines Tages durchgeführt werden. In letzterem Fall jedoch sollte eine knappe Wiederholung der ersten Stufe erfolgen. In dieser Stufe soll die zunächst getroffene Assoziation durch die Tätigkeit des Kindes vertieft werden. Es soll hierbei den Gegenstand zeigen, den die Pädagogin benennt.
Z. B.: „Zeig mir Rot“, wobei das Kind daraufhin auf das rote Farbtäfelchen zeigt., danach dasselbe mit den weiteren Farben.
Die Gegenstände werden in einer anderen Anordnung aufgelegt, das Spiel geht weiter: „Gib mir Rot (Blau, Gelb etc.)“
Auch hier spielt eine klare und einfache Sprache eine besondere Rolle. Auch sollte die Erzieherin jeweils nur einen Begriff verwenden, es sollte also nicht einmal von Lila und zu einem späteren Zeitpunkt von Violett sprechen. Diese Phase hat neben dem Festigen des Begriffes allerdings noch eine zweite Aufgabe, denn sie dient auch der Information der Pädagogin. Sollte sich das Kind nämlich nicht, wie angenommen, an den Namen erinnern, so geht die Pädagogin einen Schritt zurück und wiederholt die erste Stufe. Wichtig bei Fehlern des Kindes ist, nach Montessori, dass die Pädagogin den Fehler nicht als solchen benennt oder gar eine Rüge erteilt.

### 3. Stufe
Auf dieser Stufe geht das Kind zur aktiven Beherrschung des Begriffs über. Es kann die gezeigte Qualität benennen. Die Benennung kann dabei spontan durch das Kind erfolgen oder durch eine Frage (z. B.: „Was ist das?“) provoziert werden. Im obigen Beispiel würde das Kind „Rot“ sagen.